# Acanthaclisis occitanica
Acanthaclisis occitanica is een insect uit de familie van de mierenleeuwen (Myrmeleontidae), die tot de orde netvleugeligen (Neuroptera) behoort. 
Acanthaclisis occitanica is voor het eerst wetenschappelijk beschreven door de Villers in 1789.